# 2020 w literaturze
Wydarzenia literackie w 2020 roku.

## Proza beletrystyczna i literatura faktu

### Język polski
- Ala Biedrzycka, Bartek Biedrzycki – Bracia sungari (Gniazdo Światów)[1]
- Bartek Biedrzycki – Zimne światło gwiazd (Wydawnictwo IX)[2]
- Iwona Banach – Stara zbrodnia nie rdzewieje (Wydawnictwo Dragon)[3]
- Marcin Cielecki – Archipelag Lewiatana (Wydawnictwo JanKa)[4]
- Jakub Ćwiek – Topiel (Wydawnictwo Marginesy)[5]
- Stefan Darda – Jedna krew (Wydawnictwo Videograf)[6]
- Julia Fiedorczuk – Pod słońcem (Wydawnictwo Literackie)[7]
- Michał Gołkowski – SybirPunk – 3 tomy – (Fabryka Słów)[8]
- Wioletta Grzegorzewska – Dodatkowa dusza (Wydawnictwo Literackie)[9]
- Wacław Holewiński – Oraz wygnani zostali (Państwowy Instytut Wydawniczy)[10]
- Paweł Huelle – Talita (Społeczny Instytut Wydawniczy „Znak”)[11]
- Andrzej Janikowski – Wiwisekcja zbrodni (Wydawnictwo Lira)[12]
- Joanna Jax
  - Drugi brzeg (Agencja Wydawniczo-Reklamowa Skarpa Warszawska)[13]
  - Śpiew bezimiennych dusz (Wydawnictwo Videograf)[14]
- Gabriela Anna Kańtor – Śląski Kopciuszek (Wydawnictwo MG)[15]
- Agnieszka Kaźmierczyk – Klątwa sióstr (Wydawnictwo WasPos)[16]
- Marta Kozłowska – B.Bomb (Instytut Literatury)[17]
- Hanna Krall – Synapsy Marii H. (Wydawnictwo Literackie)[18]
- Jakub Małecki – Saturnin (SQN)[19]
- Piotr Marecki – Polska przydrożna (Wydawnictwo Czarne)[20]
- Jacek Melchior – Nieludzko piękna jesień (Wydawnictwo Seqoja)[21]
- Konrad Możdżeń – Chodź ze mną (Wydawnictwo Vesper)[22]
- Krzysztof Niewrzęda – Confinium (Wydawnictwo Granda)[23]
- Jędrzej Pasierski – Czerwony świt (Wydawnictwo Czarne)[24]
- Agnieszka Pietrzyk – Nikt się nie dowie (Wydawnictwo Czwarta Strona)[25]
- Zyta Rudzka – Tkanki miękkie (Wydawnictwo W.A.B.)[26]
- Maciej Siembieda – Wotum (Wydawnictwo Agora)[27]
- Sylwia Skuza – Tylko nie Mazury (Wydawnictwo MG)[28]
- Łukasz Stachniak – Kto chce jeść mięso, musi umieć zabić (Znak Horyzont)[29]
- Marek Stelar
  - Blizny (Wydawnictwo Filia)[30]
  - Intruz (Wydawnictwo Filia)[31]
  - Sedno (Wydawnictwo Granda)[32]
- Juliusz Strachota – Krótka wycieczka na tamten świat (Wydawnictwo W.A.B.)[33]
- Bartosz Szczygielski
  - Ja mam czas! (Wydawnictwo Wilga)[34]
  - Krok trzeci (Wydawnictwo W.A.B.)[35]
- Szczepan Twardoch – Pokora (Wydawnictwo Literackie)[36]
- Michał Paweł Urbaniak – Lista nieobecności (Wydawnictwo Mova)[37]
- Karolina Wilczyńska – W kolorze wrzosu (Wydawnictwo Czwarta Strona)[38]

### Tłumaczenia
- Carl Abrahamsson – Bezpiecznej jazdy, matko (Mother, Have A Safe Trip), przeł. Krzysztof Grudnik (Wydawnictwo IX)[39]
- Marie Aubert – Dorośli (Voksne mennesker), przeł. Karolina Drozdowska (Wydawnictwo Pauza)[40]
- Therese Bohman – Ta druga (Den andra kvinnan), przeł. Justyna Czechowska (Wydawnictwo Pauza)[41]
- Sarah M. Broom – Żółty dom (Yellow house), przeł. Łukasz Błaszczyk (Wydawnictwo Agora)[42]
- Jessica Bruder – Nomadland: w drodze za pracą (Nomadland: Surviving America in the Twenty-First Century), przeł. Martyna Tomczak (Wydawnictwo Czarne)[43]
- Emmanuel Carrère – Przeciwnik (L’Adversaire), przeł. Grażyna Majcher (Wydawnictwo Literackie)[44]
- Agatha Christie – Zbrodnie zimową porą (ang. Midwinter Murder: Fireside Tales from the Queen of Mystery, (Wydawnictwo Dolnośląskie)[45]
- Ananda Devi – Smutny ambasador (L’ambassadeur triste), przeł. Krzysztof Jarosz (Wydawnictwo w Podwórku)[46]
- Elena Ferrante – Czas porzucenia (I giorni dell’abbandono), przeł. Lucyna Rodziewicz-Doktór (Sonia Draga)[47]
- Clarissa Goenawan – Perfekcyjny świat Miwako Sumidy (The Perfect World of Miwako Sumida), przeł. Magdalena Rabsztyn-Anioł (WUJ)[48]
- Winston Graham – Cordelia (Cordelia), przeł. Tomasz Wyżyński (Wydawnictwo Czarna Owca)[49]
- Andrew Sean Greer – Marny (Less), przeł. Dorota Konowrocka-Sawa (Wydawnictwo W.A.B.)[50]
- Vigdis Hjorth – Song nauczycielki (Lærerinnens sang), przeł. Maria Gołębiewska-Bijak (Wydawnictwo Literackie)[51]
- Kelly Irvin – Syn pszczelarza (Beekeeper’s son), przeł. Magdalena Moltzan-Małkowska (Prószyński i S-ka)[52]
- Denis Johnson – Syn Jezusa (Jesus’ Son), przeł. Szymon Żuchowski (Karakter)[53]
- Han Kang – Nadchodzi chłopiec, przeł. Justyna Najbar-Miller (Wydawnictwo W.A.B.)[54]
- Petr Král – Pojęcia podstawowe, przeł. Zbigniew Machej (Państwowy Instytut Wydawniczy)[55]
- Caroline Lea – Kobieta ze szkła (The Glass Woman), przeł. Łukasz Małecki (Wydawnictwo Literackie)[56]
- Alex Marwood – Zatruty ogród (The poison garden), przeł. Anna Dobrzańska (Wydawnictwo Albatros)[57]
- Graham Masterton – Świst umarłych (Dead men whistling), przeł. Anna Esden-Tempska (Albatros)[58]
- Sarah McCoy – Maryla z Zielonego Wzgórza (Marilla of Green Gables), przeł. Hanna Kulczycka (Świat Książki)[59]
- Heather Morris – Podróż Cilki (Cilka’s Journey), przeł. Kaja Gucio (Wydawnictwo Marginesy)[60]
- Jojo Moyes – W samym sercu morza (Ship of brides), przeł. Anna Gralak (Między Słowami)[61]
- Kanoko Okamoto – Gorączka złotych rybek (Kingyo ryōran), przeł. Anna Wołcyrz (Tajfuny)[62]
- Julie Orringer – Portfolio ocalonych artystów (Flight portfolio), przeł. Elżbieta Smolińska (Wydawnictwo Czarna Owca)[63]
- Kate Quinn – Sieć Alice (The Alice Network), przeł. Nina Dzierżawska, Aleksandra Żak (Mando)[64]
- Izrael Jehoszua Singer
  - Na obcej ziemi (Ojf fremder erd), przeł. Krzysztof Modelski (wydawnictwo Fame Art)
  - Perły (Perl un andere dercejlungen), przeł. Krzysztof Modelski (wydawnictwo Fame Art)
- Patti Smith – Rok Małpy (Year of the Monkey), przeł. Krzysztof Majer (Wydawnictwo Czarne)[65]
- Simon Stranger(inne języki) – Leksykon światła i mroku (Leksikon om lys og mørke), przeł. Katarzyna Tunkiel (Wydawnictwo Literackie)[66]
- Dubravka Ugrešić – Lis (Lisica), przeł. Dorota Jovanka Cirlić (Wydawnictwo Literackie)[67]
- Clara Usón – Nieśmiały zabójca (El asesino tímido), przeł. Wojciech Charchalis (Dom Wydawniczy Rebis)[68]
- Banana Yoshimoto – N.P. (NP), przeł. Katarzyna Tran Trang (Kwiaty Orientu)[69]
- Miri Yu – Stacja Tokio Ueno (JR 上野駅公園口), przeł. Dariusz Latoś (WUJ)[70]

## Eseje, szkice i felietony

### Język polski
- Andrzej Kijowski – Dzieje literatury pozbawionej sankcji, t.I–II, antologia, wstęp, wybór, opracowanie i posłowie A.T.Kijowski, omówienie Marta Kwaśnicka[71][72]
- Jarosław Petrowicz – Wielopolis (Wieluńskie Towarzystwo Naukowe)[73]
- Zbigniew Rokita – Kajś. Opowieść o Górnym Śląsku (Wydawnictwo Czarne)[74]
- Olga Tokarczuk – Czuły narrator (Wydawnictwo Literackie)

### Tłumaczenia
- Kenkō Yoshida – Zapiski dla zabicia czasu, przeł. Henryk Lipszyc (Karakter)[75]

## Poezja

### Język polski
- Sebastian Brejnak – Filo (Wydawnictwo Literackie)[76]
- Andrzej Dorobek – Pieśń nigdy nie brzmi tak samo (Stowarzyszenie Pisarzy Polskich. Oddział Warszawa)
- Jerzy Hajduga – Uważaj na siebie (Towarzystwo Przyjaciół Sopotu)[77]
- Dawid Jung – #spam (Stowarzyszenie Pisarzy Polskich Oddział w Krakowie)[78]
- Dorota Koman – Jakby mimochodem (Stowarzyszenie Pisarzy Polskich. Oddział Warszawa)
- Monika Milewska – Królowa karnawału (Stowarzyszenie Pisarzy Polskich. Oddział Warszawa)
- Krystyna Miłobędzka – jest / jestem (wiersze wybrane 1960 / 2020), Wydawnictwo Wolno[79]
- Piotr Mitzner – Przygody chłopca (tCHu doM wYdawniczy)[80]
- Tomasz Pietrzak – Bosiny (WBPiCAK)[81]
- Bianka Rolando – Ostańce (Wojewódzka Biblioteka Publiczna i Centrum Animacji Kultury w Poznaniu)[82]
- Marcin Sendecki – Do stu (Wojewódzka Biblioteka Publiczna i Centrum Animacji Kultury w Poznaniu)[83]
- Krzysztof Siwczyk – Osobnikt (Wydawnictwo a5)[84]
- Agnieszka Stabro – Lądy tymczasowych przelotów (Stowarzyszenie Pisarzy Polskich. Oddział Warszawa)
- Janusz Szuber – Przyjęcie postawy. Wybór wierszy z lat 2003–2019 (Wydawnictwo Literackie)[85]

### Tłumaczenia
- Jelina Đurković – Kobiety serbskie, przeł. Olga Lalić-Krowicka (Ruthenus)[86]
- Vladimír Holan – Jaskinia słów, wybór i tłumaczenie Jacek Illg, posłowie Leszek Engelking (Instytut Mikołowski)[87]
- Peter Milčák – Bracia krwi (Pokrvní bratia), przeł. Bohdan Zadura (Wydawnictwo Wolno)[88]
- Wasyl Stus – Wesoły cmentarz. Wiersze wybrane z lat 1959-1971, przeł. Marcin Gaczkowski (Kolegium Europy Wschodniej)[89]

## Prace naukowe i biografie

### Język polski
- Izolda Kiec – Ginczanka. Nie upilnuje mnie nikt (Wydawnictwo Marginesy)[90]
- Grzegorz Musiał – Ja, Tamara (Zysk i S-ka)[91]
- Elżbieta Winiecka – Poszerzanie pola literackiego. Studia o literackości w internecie (Universitas)[92]

### Inne języki
- Leszek Engelking – Komu múza přeje, przeł Václav Burian i in., red. Radim Kopáč (Karolinum)[93]
- Jan Novák – Kundera. Český život a doba (Argo, Paseka)

## Zmarli
- 2 stycznia – Bogusław Polch, polski rysownik komiksów (ur. 1941)
- 3 stycznia
  - Mónica Echeverría, chilijska pisarka (ur. 1920)
  - Stanisław Kobielus, polski poeta, mediewista (ur. 1939)
- 4 stycznia – Lorenza Mazzetti(inne języki), włoska pisarka (ur. 1927)
- 6 stycznia – Sergio Fernández Cárdenas, meksykański pisarz i krytyk literacki (ur. 1926)
- 9 stycznia
  - Chukwuemeka Ike(inne języki), nigeryjski pisarz (ur. 1931)
  - Euphrase Kezilahabi, tanzański pisarz i poeta (ur. 1944)
  - Mike Resnick, amerykański pisarz science-fiction (ur. 1942)
- 10 stycznia
  - Czesław Dutka, polski literaturoznawca (ur. 1936)
  - Roddy Lumsden, szkocki poeta (ur. 1966)
- 11 stycznia – Genowefa Czekała-Mucha, polska reporterka (ur. 1931)
- 12 stycznia – Roger Scruton, brytyjski pisarz i filozof (ur. 1944)
- 13 stycznia – Isabel-Clara Simó, hiszpańska pisarka i dziennikarka (ur. 1943)
- 16 stycznia – Tadeusz Olszewski, polski poeta i krytyk literacki (ur. 1941)
- 17 stycznia
  - Lech Raczak, polski dramatopisarz (ur. 1946)
  - Helena Stachnowicz, polska poetka (ur. 1930)
- 21 stycznia – Katerina Angelaki-Rouk, grecka poetka i tłumaczka (ur. 1939)
- 23 stycznia
  - Krzysztof Konopa, polski poeta i satyryk (ur. 1953)
  - Jim Lehrer, amerykański pisarz i dramatopisarz (ur. 1934)
  - Wanda Mider, polska pisarka i poetka (ur. 1924)
  - Gudrun Pausewang, niemiecka pisarka (ur. 1928)
  - Armando Uribe, chilijski pisarz i poeta (ur. 1933)
- 25 stycznia – Tor Obrestad, norweski poeta, prozaik i tłumacz (ur. 1938)
- 26 stycznia
  - Ján Čomaj, słowacki pisarz (ur. 1935)
  - Hubert Mingarelli, francuski pisarz (ur. 1956)
  - Ireneusz Sewastianowicz (pseud. Andrzej Irski), polski pisarz (ur. 1957)
- 31 stycznia – Mary Higgins Clark, amerykańska pisarka (ur. 1927)
- 1 lutego – Leons Briedis, łotewski poeta, eseista, tłumacz i krytyk literacki (ur. 1949)
- 3 lutego
  - John Grant(inne języki), szkocki pisarz fantastyki (ur. 1949)
  - George Steiner, amerykański eseista, krytyk literacki, tłumacz (ur. 1929)
- 4 lutego – Kamau Brathwaite(inne języki), barbadoski poeta i literaturoznawca (ur. 1930)
- 5 lutego – Wojciech Piotr Kwiatek, polski pisarz i tłumacz (ur. 1951)
- 6 lutego – Roger Kahn(inne języki), amerykański pisarz (ur. 1927)
- 7 lutego – Pierre Guyotat, francuski pisarz (ur. 1940)
- 8 lutego – Carlos Rojas Vila(inne języki), hiszpański pisarz i literaturoznawca (ur. 1928)
- 10 lutego
  - Ranko Jovović, czarnogórski poeta (ur. 1941)
  - Pavel Vilikovský, słowacki pisarz (ur. 1941)
- 11 lutego – Marcelino dos Santos(inne języki), mozambicki poeta (ur. 1929)
- 12 lutego – Enver Enko Mehmedbašić, bośniacki pisarz i satyryk
- 14 lutego – Michel Ragon, francuski pisarz i krytyk literacki (ur. 1924)
- 15 lutego – David Clewell, amerykański poeta (ur. 1955)
- 17 lutego
  - Henryk Gała, polski poeta i dramatopisarz (ur. 1938)
  - Charles Portis, amerykański pisarz westernów (ur. 1933)
- 18 lutego – Eugeniusz Kabatc, polski prozaik i tłumacz (ur. 1930)
- 21 lutego
  - Stanislav Dvorský, czeski poeta, eseista, teoretyk (ur. 1940)
  - Lisel Mueller(inne języki), amerykańska poetka i tłumaczka (ur. 1924)
  - Dymitr Szatyłowicz, białoruski poeta ur. 1926)
- 22 lutego – Kiki Dimula, grecka poetka (ur. 1931)
- 24 lutego – Clive Cussler, amerykański pisarz (ur. 1931)
- 25 lutego – Miodrag Karadžić, czarnogórski pisarz i dramaturg (ur. 1950)
- 27 lutego – Alki Zei, grecka pisarka (ur. 1925)
- 28 lutego – Dubravko Jelčić(inne języki), chorwacki pisarz, poeta i krytyk literacki (ur. 1930)
- 1 marca – Ernesto Cardenal, nikaraguański poeta, duchowny i polityk (ur. 1925)
- 3 marca
  - Minoru Betsuyaku, japoński dramatopisarz, eseista i nowelista (ur. 1937)
  - Stratis Hawiaras, grecki pisarz, poeta i tłumacz (ur. 1935)
- 6 marca – Anne-Marie Berglund(inne języki), szwedzka poetka, nowelistka i pisarka (ur. 1952)
- 7 marca – Mart Crowley, amerykański dramatopisarz (ur. 1935)
- 8 marca – Luis Racionero, hiszpański eseista (ur. 1940)
- 9 marca – José Jiménez Lozano, hiszpański pisarz (ur. 1930)
- 10 marca – Hyun Kil-un, południowokoreański pisarz (ur. 1940)
- 13 marca – Menahem Ben, izraelski poeta (ur. 1948)
- 14 marca – René Follet, belgijski rysownik komiksowy (ur. 1931)
- 17 marca – Eduard Limonow, rosyjski powieściopisarz, nowelista, dramaturg i publicysta (ur. 1943)
- 22 marca – Alberto Arbasino(inne języki), włoski pisarz i eseista (ur. 1930)
- 23 marca – Júlia Sigmond, rumuńska pisarka (ur. 1929)
- 24 marca
  - Terrence McNally, amerykański dramaturg (ur. 1938)
  - Juan Padrón, kubański twórca komiksów (ur. 1947)
  - Albert Uderzo, francuski rysownik i scenarzysta komiksowy (ur. 1927)
- 25 marca – Paul Goma, rumuński pisarz (ur. 1935)
- 26 marca – Władysław Sitkowski, polski pisarz, poeta i kronikarz (ur. 1928)
- 29 marca – Jurij Bondariew, rosyjski pisarz (ur. 1924)
- 2 kwietnia – Juan Giménez, argentyński autor komiksów (ur. 1943)
- 3 kwietnia – Longin Jan Okoń, polski pisarz (ur. 1927)
- 9 kwietnia – Jędrzej Polak, polski tłumacz (ur. 1958)
- 12 kwietnia – Jacques De Decker, belgijski pisarz, dramaturg i krytyk literacki (ur. 1945)
- 15 kwietnia – Rubem Fonseca, brazylijski pisarz (ur. 1925)
- 16 kwietnia – Luis Sepúlveda, chilijski pisarz (ur. 1949)
- 19 kwietnia – Cecil Bødker, duńska pisarka (ur. 1927)
- 25 kwietnia – Per Olov Enquist, szwedzki dramaturg, prozaik i publicysta (ur. 1934)
- 27 kwietnia
  - Eavan Boland, irlandzka poetka (ur. 1944)
  - Barbara Rosiek, polska pisarka i poetka (ur. 1959)
- 28 kwietnia – Jill Gascoine, brytyjska aktorka i powieściopisarka (ur. 1937)
- 29 kwietnia – Maj Sjöwall, szwedzka pisarka kryminałów (ur. 1935)
- 4 maja – Michael McClure, amerykański poeta, powieściopisarz i dramaturg (ur. 1932)
- 7 maja
  - Jurij Chazanow, rosyjski pisarz i tłumacz (ur. 1920)
  - Maks Velo, albański poeta (ur. 1935)
- 8 maja – Krzysztof Dmitruk, polski literaturoznawca (ur. 1939)
- 9 maja – Kristina Lugn, szwedzka poetka i dramatopisarka (ur. 1948)
- 10 maja – Sérgio Sant’Anna, brazylijski pisarz (ur. 1941)
- 11 maja:
  - Hutton Gibson, amerykański pisarz (ur. 1918)
  - Miloslav Stingl(inne języki), czeski pisarz (ur. 1930)
- 13 maja
  - Rolf Hochhuth, niemiecki dramaturg i powieściopisarz (ur. 1931)
  - Riad Ismat, syryjski pisarz (ur. 1947)
- 15 maja – Bogdan Dworak, polski literat (ur. 1933)
- 17 maja
  - José Cutileiro, portugalski pisarz (ur. 1934)
  - Hans-Joachim Gelberg(inne języki), niemiecki pisarz (ur. 1930)
  - Jadwiga Kukułczanka, polska tłumaczka, poetka i krytyk literacki (ur. 1933)
- 19 maja – Salah Stétié(inne języki), libijski pisarz i poeta (ur. 1929)
- 21 maja – Bekim Sejranović, bośniacki i chorwacki pisarz i tłumacz (ur. 1972)
- 22 maja – Albert Memmi, francuski pisarz i eseista (ur. 1920)
- 23 maja – Maria Velho da Costa(inne języki), portugalska pisarka (ur. 1938)
- 24 maja – Zdena Tominová, czeska pisarka (ur. 1941)
- 27 maja – Marian Makarski, polski pisarz (ur. 1928)
- 28 maja – Andrzej Ziemowit Zimowski, polski poeta, pisarz i dramaturg (ur. 1931)
- 29 maja
  - Alfred Kolleritsch(inne języki), austriacki pisarz i poeta (ur. 1931)
  - Jerzy Pilch, polski pisarz, publicysta, felietonista (ur. 1952)
- 1 czerwca – Asif Farrukhi, pakistański pisarz, tłumacz i krytyk literacki (ur. 1959)
- 2 czerwca – Roberto Gervaso, włoski pisarz (ur. 1937)
- 6 czerwca – Adam Jarosz, polski historyk literatury, biografista i bibliograf (ur. 1928)
- 7 czerwca – Terêza Tenório, brazylijska poetka (ur. 1949)
- 8 czerwca – Lillemor Östlin, szwedzka pisarka (ur. 1940)
- 9 czerwca
  - Ain Kaalep, estoński poeta, pisarz i tłumacz (ur. 1926)
  - Adam Wodnicki, polski pisarz i tłumacz literatury francuskiej (ur. 1930)
- 11 czerwca – Dennis O’Neil, amerykański pisarz, autor komiksów (ur. 1939)
- 12 czerwca – Erik Tohvri, estoński pisarz (ur. 1933)
- 13 czerwca
  - Maurice Rajsfus(inne języki), francuski pisarz (ur. 1928)
  - Jean Raspail, francuski pisarz (ur. 1925)
  - Jörg Schröder, niemiecki pisarz i wydawca (ur. 1938)
- 14 czerwca – Elsa Joubert(inne języki), południowoafrykańska pisarka (ur. 1922)
- 15 czerwca – Moikom Zeqo, albański poeta i krytyk literacki (ur. 1949)
- 16 czerwca
  - Roger Borniche, francuski pisarz (ur. 1919)
  - Charles Webb, amerykański pisarz (ur. 1939)
- 17 czerwca – Petr Král, czeski poeta, literat, tłumacz piszący po czesku i francusku (ur. 1941)
- 19 czerwca
  - Cho Hae-il, południowokoreański pisarz (ur. 1941)
  - Carlos Ruiz Zafón, hiszpański pisarz (ur. 1964)
- 21 czerwca
  - Ivica Matešić, chorwacki pisarz i publicysta (ur. 1959)
  - Mile Nedelkoski, macedoński poeta, pisarz i dramaturg (ur. 1935)
- 23 czerwca
  - Nilamber Dev Sharma(inne języki), hinduski pisarz (ur. 1931)
  - Bogdan Dudko, polski poeta i redaktor (ur. 1968)
- 24 czerwca – Gösta Ågren, fiński poeta i eseista szwedzkojęzyczny (ur. 1936)
- 25 czerwca
  - Nimai Bhattacharya(inne języki), hinduski pisarz (ur. 1931)
  - Hans Sleutelaar, holenderski poeta (ur. 1935)
- 28 czerwca – Kim Bridgford, amerykańska poetka, pisarka i krytyk literacki (ur. 1959)
- 1 lipca
  - Beate Grimsrud(inne języki), norweska nowelistka (ur. 1963)
  - Bogusław Żurakowski, polski poeta i literaturoznawca (ur. 1939)
- 5 lipca – Carlo Flamigni, włoski pisarz i naukowiec (ur. 1933)
- 6 lipca – Juris Kronbergs, łotewsko-szwedzki poeta i tłumacz (ur. 1946)
- 8 lipca – Brad Watson, amerykański pisarz (ur. 1955)
- 10 lipca – Ingeborga Cochlin, polska tłumaczka
- 11 lipca – Manojle Gavrilović, serbski pisarz i poeta (ur. 1945)
- 12 lipca – Miriana Baszewa, bułgarska poetka (ur. 1947)
- 14 lipca
  - Adalet Ağaoğlu, turecka pisarka i eseistka (ur. 1929)
  - Lucyna Szubel, polska poetka, autorka prozy poetyckiej (ur. 1932)
- 17 lipca
  - Josephine Cox, angielska pisarka (ur. 1938)
  - Julian Staniewski, polski poeta i prozaik (ur. 1932)
- 18 lipca – Juan Marsé, hiszpański pisarz (ur. 1933)
- 19 lipca
  - Sapardi Djoko Damono, indonezyjski poeta, literaturoznawca i tłumacz (ur. 1940)
  - Jarosław Rybski, polski tłumacz i pisarz (ur. 1966)
  - Franciszek Ziejka, polski historyk literatury (ur. 1940)
- 20 lipca – Andrzej Władysław Wodziński, polski poeta, pisarz i satyryk (ur. 1949)
- 22 lipca – Miloš Nesvadba, czeski pisarz i ilustrator (ur. 1925)
- 27 lipca
  - Kina Kydrewa(inne języki), bułgarska poetka i pisarka (ur. 1931)
  - Grzegorz Łatuszyński, polski poeta, tłumacz, slawista i antologista (ur. 1933)
- 29 lipca – Ajip Rosidi, indonezyjski poeta, prozaik i tłumacz (ur. 1938)
- 30 lipca – Maarten Biesheuvel, holenderski pisarz (ur. 1939)
- 31 lipca
  - Gilles Lapouge(inne języki), francuski pisarz (ur. 1923)
  - Joan Mari Torrealdai, baskijski pisarz (ur. 1942)
- 1 sierpnia – Khosrow Sinai, irański poeta (ur. 1941)
- 3 sierpnia
  - Shirley Ann Grau(inne języki), amerykańska pisarka (ur. 1929)
  - Władimir Dawydow, rosyjski pisarz i tłumacz (ur. 1949)
- 5 sierpnia
  - Isidora Bjelica, serbska pisarka (ur. 1966)
  - Pete Hamill, amerykański eseista i nowelista (ur. 1935)
  - Frédéric Jacques Temple(inne języki), francuski poeta i pisarz (ur. 1921)
- 7 sierpnia
  - Bernard Bailyn(inne języki), amerykański historyk i autor (ur. 1922)
  - Marek Marszał, polski tłumacz literatury fantastycznonaukowej (ur. 1944)
- 9 sierpnia – Kenneth Bernard(inne języki), amerykański pisarz, poeta i dramaturg (ur. 1930)
- 10 sierpnia – Jacobo Langsner(inne języki), urugwajski dramaturg (ur. 1927)
- 11 sierpnia
  - Rahat Indori, hinduski poeta (ur. 1950)
  - Tonko Maroević, chorwacki poeta, eseista, krytyk literacki i tłumacz (ur. 1941)
- 13 sierpnia – Gulnazar Keldi, tadżycki poeta (ur. 1945)
- 15 sierpnia
  - Antonije Đurić(inne języki), serbski pisarz (ur. 1929)
  - Małgorzata Iwanowska-Ludwińska, polska pisarka i poetka (ur. 1950)
  - Svetozar Obradović, serbski pisarz i autor komiksów (ur. 1950)
- 18 sierpnia
  - Madhav Prasad Ghimire, nepalski poeta (ur. 1919)
  - Wojciech Karpiński, polski pisarz i historyk sztuki (ur. 1943)
  - Stefan Türschmid, polski pisarz
- 23 sierpnia – Maria Janion, polska badaczka literatury (ur. 1926)
- 24 sierpnia
  - Arrigo Levi(inne języki), włoski eseista (ur. 1926)
  - Jean Mauriac, francuski pisarz (ur. 1924)
  - Gail Sheehy, amerykańska pisarka (ur. 1936)
- 26 sierpnia – André-Paul Duchâteau, belgijski pisarz, nowelista i scenarzysta komiksów (ur. 1925)
- 27 sierpnia
  - Gilda Cordero-Fernando(inne języki), filipińska pisarka (ur. 1930)
  - Eugene McCabe, irlandzki pisarz (ur. 1930)
- 28 sierpnia – Grzegorz Gazda, polski historyk i teoretyk literatury, komparatysta (ur. 1943)
- 29 sierpnia – David Mungoshi, zimbabweński pisarz (ur. 1949)
- 31 sierpnia – Thomas R.P. Mielke, niemiecki pisarz (ur. 1940)
- 1 września
  - Jacek Bukowski, polski poeta, publicysta i tłumacz (ur. 1945)
  - Władisław Krapiwin, rosyjski pisarz i krytyk fantastyki (ur. 1938)
- 8 września
  - Ronald Harwood,  brytyjski dramaturg, powieściopisarz i scenarzysta (ur. 1934)
  - Janina Zagrodzka-Kawa, polsko-norweska tłumaczka literatury, poetka (ur. 1918)
- 10 września – Edward Kajdański, polski pisarz (ur. 1925)
- 16 września – Winston Groom, amerykański pisarz (ur. 1943)
- 17 września – Terry Goodkind, amerykański pisarz fantasy (ur. 1948)
- 20 września – Ewa Berberyusz, polska pisarka i reportażystka (ur. 1929)
- 30 września
  - Krzysztof Gedroyć, polski poeta, prozaik, historyk sztuki (ur. 1953)
  - Quino, argentyński autor komiksów (ur. 1932)
- 1 października – Derek Mahon, północnoirlandzki poeta (ur. 1941)
- 4 października – Günter de Bruyn, niemiecki pisarz (ur. 1926)
- 12 października – Maksymilian Bart Kozłowski, polski pisarz (ur. 1936)
- 16 października – Faslli Haliti, albański poeta, tłumacz i malarz (ur. 1935)
- 17 października – Rafał Orlewski, polski poeta (ur. 1934)
- 24 października – Zbigniew Poprawski, polski dramatopisarz (ur. 1930)
- 25 października – Diane di Prima, amerykańska poetka (ur. 1934)
- 28 października – Jerzy Cepik, polski prozaik (ur. 1929)
- 30 października – Jan Myrdal, szwedzki pisarz (ur. 1927)
- 1 listopada
  - Rachel Caine, amerykańska pisarka (ur. 1962)
  - Janusz Szuber, polski poeta, eseista, felietonista (ur. 1947)
- 11 listopada – Anđelka Martić, chorwacka pisarka i tłumaczka literatury słoweńskiej (ur. 1924)
- 6 listopada – Natan Zach, izraelski poeta, eseista, krytyk literacki (ur. 1930)
- 8 listopada – Ryszard Tomczyk, polski krytyk sztuki i literatury, pisarz, publicysta (ur. 1931)
- 15 listopada – Andrzej Turczyński, polski pisarz, poeta, dramaturg, publicysta, tłumacz poezji hiszpańskiej i rosyjskiej (ur. 1938)
- 20 listopada – Jan Morris, walijska pisarka (ur. 1926)
- 21 listopada – Oliver Friggieri, maltański nowelista, eseista, poeta, krytyk, tłumacz, leksykograf i profesor literatury maltańskiej (ur. 1947)
- 23 listopada – Konrad Fiałkowski, polski pisarz science fiction (ur. 1939)
- 29 listopada – Ben Bova, amerykański pisarz science-fiction (ur. 1932)
- 30 listopada – Branimir Šćepanović, serbski pisarz (ur. 1937)
- 3 grudnia – Alison Lurie, amerykańska powieściopisarka (ur. 1926)
- 9 grudnia – Henryk Bardijewski, polski prozaik i satyryk, (ur. 1932)
- 10 grudnia – Eugeniusz Iwanicki, polski pisarz i dziennikarz (ur. 1933)
- 11 grudnia – Jerzy Przeździecki, polski prozaik (ur. 1927)
- 21 grudnia – Aleksandr Kurlandski, radziecki pisarz, scenarzysta (ur. 1938)
- 23 grudnia
  - James Gunn, amerykański pisarz, redaktor, antologista, krytyk i wydawca fantastyki (ur. 1923)
  - Helena Sekuła, polska pisarka (ur. 1927)
- 24 grudnia – Jan Stachowski, polski tłumacz literatury czeskiej (ur. 1951)
- 25 grudnia – Halina Danczowska, polska bibliotekarka i regionalistka (ur. 1947)

## Nagrody
- Bokhandlerprisen – Tore Renberg za książkę Tollak til Ingeborg
- Europejski Poeta Wolności – Sinéad Morrissey(inne języki) za tom O równowadze
- Europejski Poeta Wolności, nagroda translatorska – Magda Heydel
- Literacka Nagroda Europy Środkowej Angelus – Goran Vojnović Moja Jugosławia (tłum. Joanna Pomorska)
- Magnesia Litera – Petr Čornej za książkę Jan Žižka. Život a doba husitského válečníka[94]
- The Man Booker International Prize – Marieke Lucas Rijneveld wraz z tłumaczką Michele Hutchison za The Discomfort of Evening[95]
- The Man Booker Prize for Fiction – Douglas Stuart za powieść Shuggie Bain[96]
- Nagroda Camõesa – Vítor Aguiar e Silva(inne języki)
- Nagroda Cervantesa – Francisco Brines
- Międzynarodowa Nagroda Literacka im. Zbigniewa Herberta – Durs Grünbein
- Nagroda Conrada – Dorota Kotas za powieść Pustostany[97]
- Nagroda Franza Kafki – Milan Kundera
- Nagroda Goncourtów – Hervé Le Tellier za powieść L’anomalie
- Nagroda im. Jana Długosza – Michał Roch Kaczmarczyk za książkę Aporia wolności. Krytyka teorii społecznej[98]
- Nagroda im. Janusza A. Zajdla – Radek Rak za powieść Baśń o wężowym sercu albo wtóre słowo o Jakóbie Szeli[99]
- Nagroda im. Ryszarda Kapuścińskiego – Katarzyna Kobylarczyk za reportaż Strup. Hiszpania rozdrapuje rany[100]
- Nagroda Literacka „Nike” – Radek Rak za powieść Baśń o wężowym sercu albo wtóre słowo o Jakóbie Szeli[101]
- Nagroda Miasta Stołecznego Warszawy
  - kategoria edycja warszawska – Arkadiusz Szaraniec za książkę Warszawa dzika
  - kategoria literatura dziecięca – Wojciech Mikoluszko i Małgorzata Dmitruk za książkę Wojtek
  - kategoria poezja – Ewa Lipska za Miłość w trybie awaryjnym
  - kategoria proza – Łukasz Orbitowski za powieść Kult
  - kategoria warszawski twórca – Piotr Wojciechowski
- Nagroda Nobla w dziedzinie literatury – Louise Glück[102]
- Nagroda Renaudot – Marie-Hélène Lafon za Histoire du fils
- Nagroda Stregi – Sandro Veronesi(inne języki) za Il Colibrì[103]
- National Book Award (literatura piękna) – Charles Yu za książkę Interior Chinatown[104]
- Nagroda Państwowa w dziedzinie literatury, Czechy – Michal Ajvaz
- Narodowa Nagroda im. Tarasa Szewczenki (literatura) – Marianna Kijanowska za tom wierszy Babi Jar. Głosy[105]
- Narodowa Nagroda im. Tarasa Szewczenki (literatura) – Taras Prochaśko z tom esejów Tak, ale...
- Neustadt International Prize for Literature – Ismail Kadare
- Paszport „Polityki” (kategoria Literatura) – Dominika Słowik za powieść Zimowla
- Paszport „Polityki” (kategoria Kreator Kultury) – Olga Tokarczuk
- Poznańska Nagroda Literacka – Nagroda im. Adama Mickiewicza – Krystyna Miłobędzka[106]
- Poznańska Nagroda Literacka – Stypendium Im. Stanisława Barańczaka – Monika Glosowitz[106] za książkę Maszynerie afektywne. Literackie strategie emancypacji w najnowszej polskiej poezji kobiet
- Prix des Deux Magots – Jérôme Garcin za Le Dernier Hiver du Cid
- Prix Goncourt des lycéens – Djaili Amadou Amal za Les Impatientes
- Prix Femina – Serge Joncour za Nature humaine
- Prix Femina Étranger – Deborah Levy za Ce que je ne veux pas savoir i Le coût de la vie
- Stella Prize – Jess Hill za See What You Made Me Do
- Women’s Prize for Fiction – Maggie O’Farrell za powieść Hamnet[107]